# Национальный музей «Чернобыль»
Национальный музей «Черно́быль» (укр. Національний музей «Чорно́биль») — музей в Киеве, посвящённый Чернобыльской аварии.
Музей открыт 26 апреля 1992 года в помещении Подольского пожарного депо (здесь и в соседнем здании в 1980-х годах размещалось Киевское областное управление пожарной охраны, которое взяло на себя основной удар по тушению пожара на ЧАЭС).
Экспозиция насчитывает около 7 000 экспонатов — рассекреченные документы, карты, фотографии, памятники народной архитектуры Полесья, собранные экспедициями музея в Чернобыльской зоне отчуждения. Здесь можно увидеть уникальные видеоматериалы о катастрофе и её последствиях, используя трёхфазную диораму «Чернобыльская АЭС до, во время и после аварии», действующий макет энергоблока ЧАЭС, которые расширяют хронологические и тематические рамки музея, усиливают достоверность экспозиции. Музей открыт с 10:00 до 18:00.
Рядом с музеем установлена скульптурная композиция «Надежда на будущее».

## Галерея

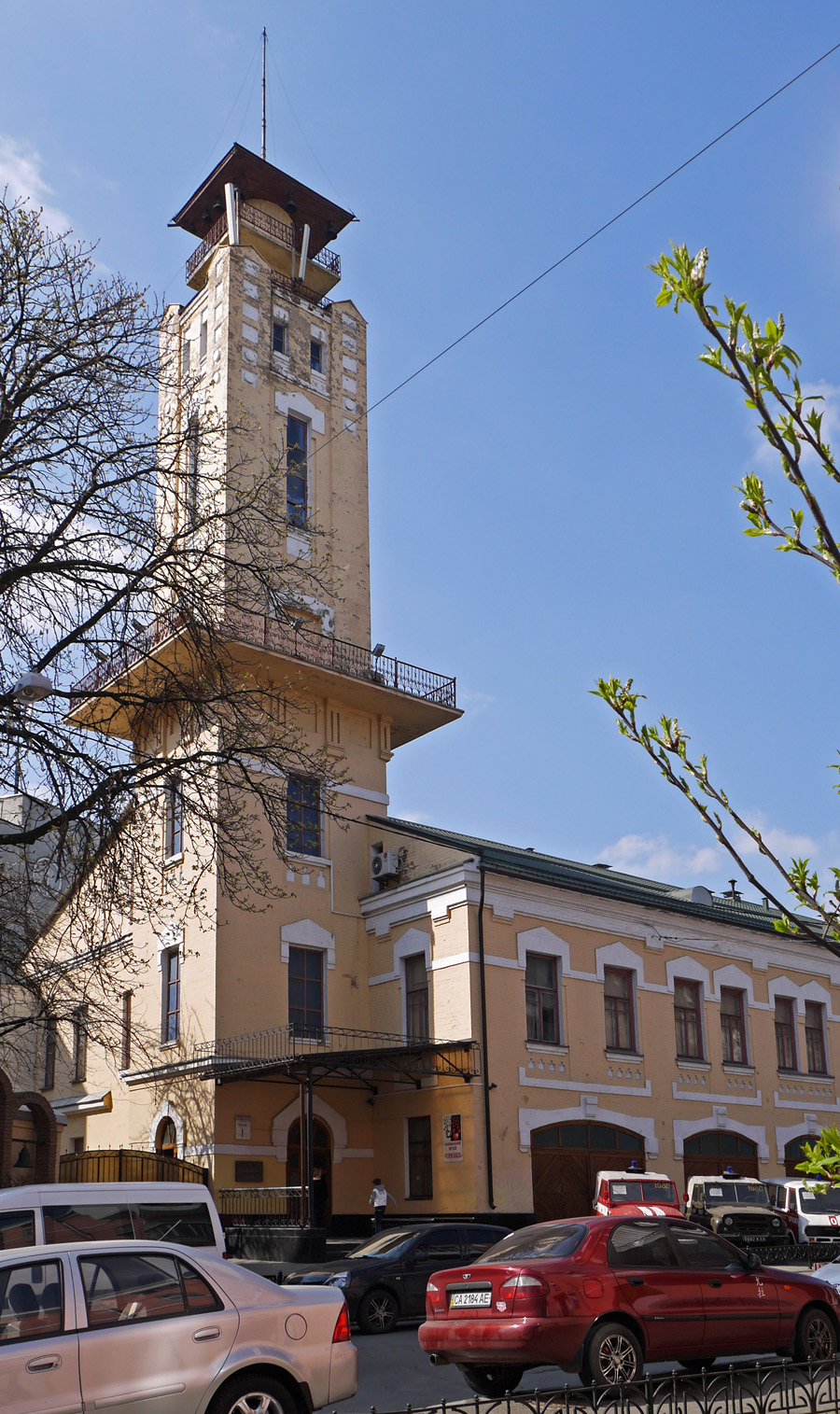
Каланча пожарного депо, ныне здания музея
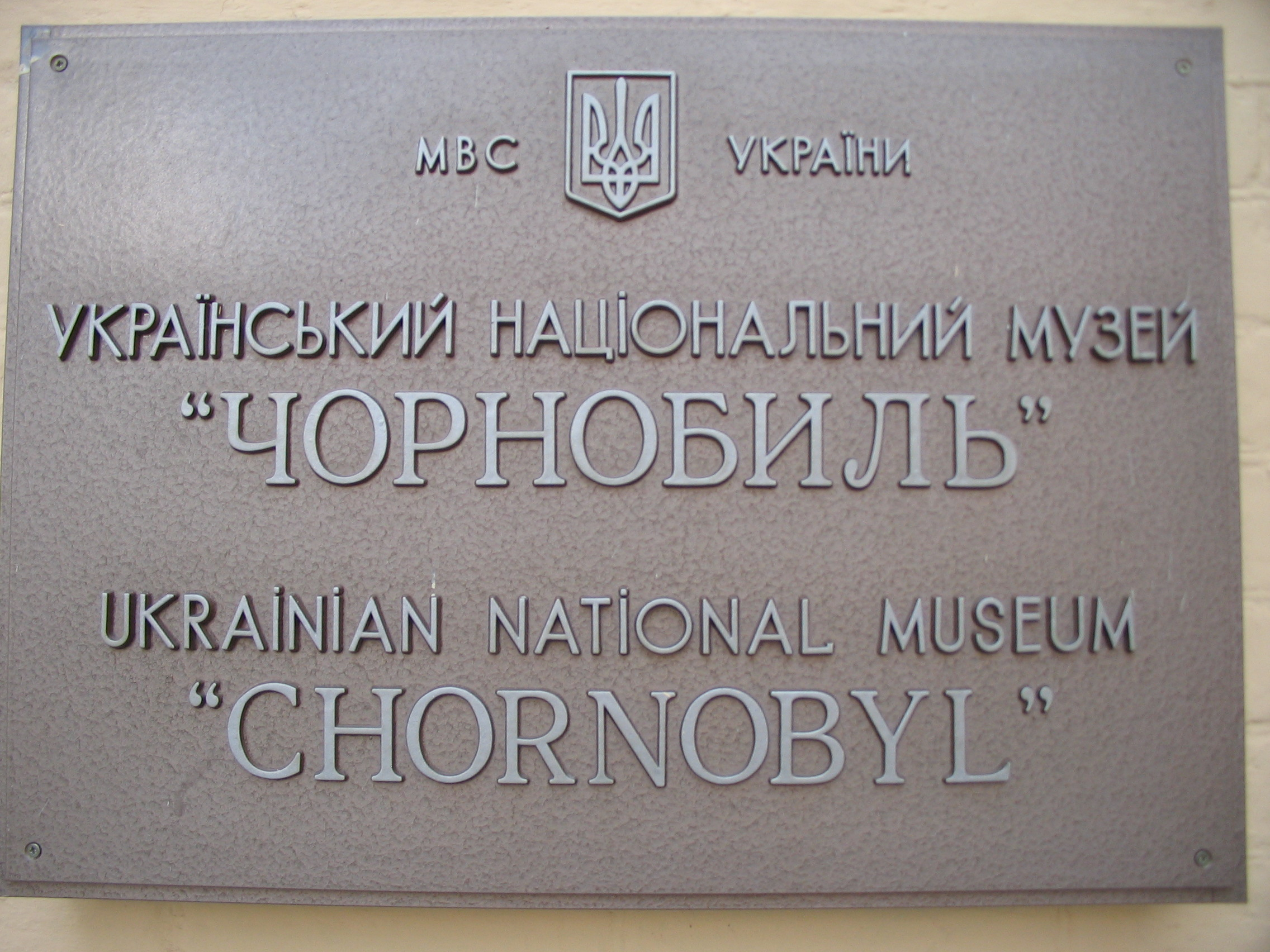
Вывеска музея
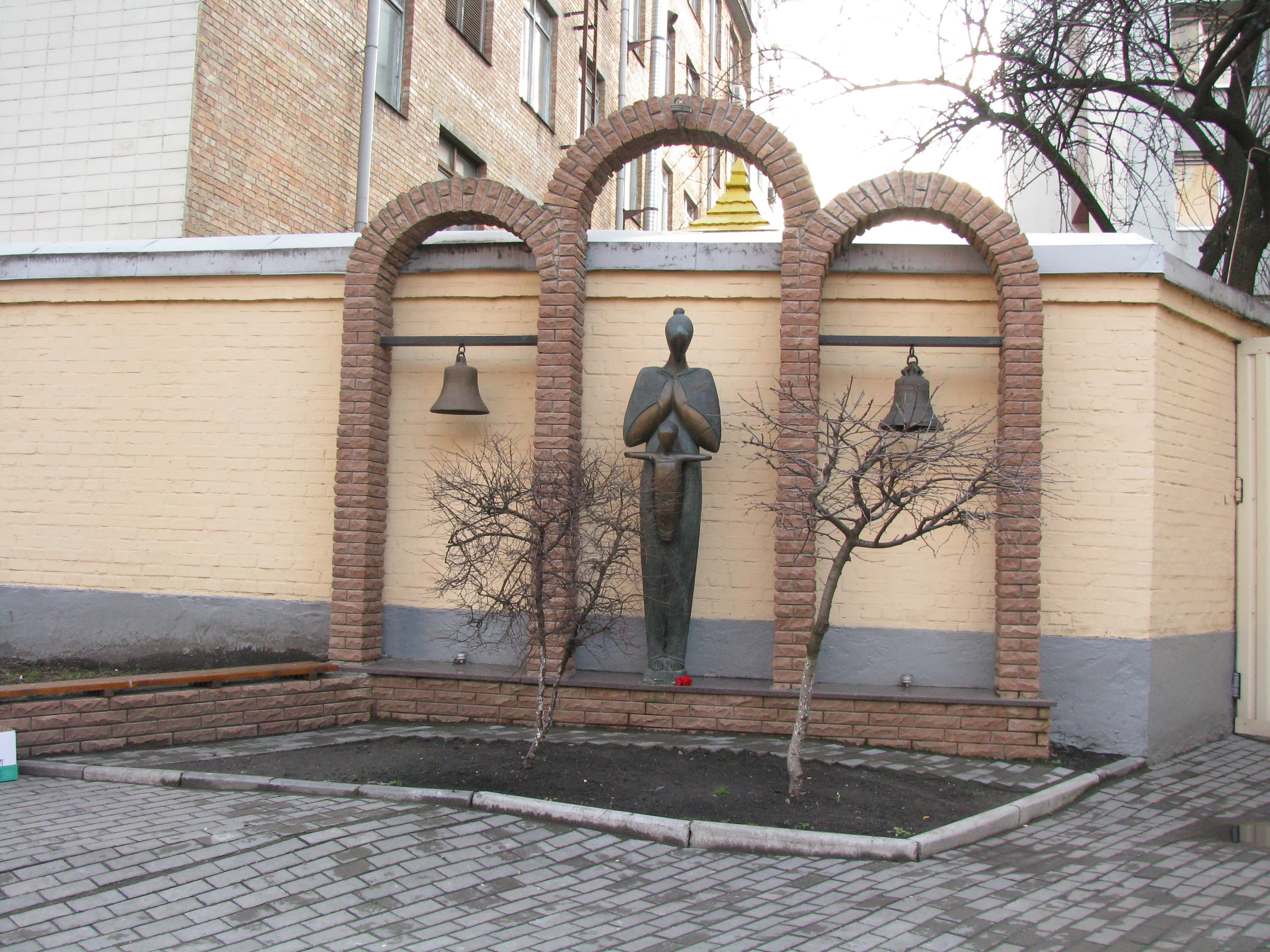
Скульптура «Надежда на будущее» («Чернобыльская мадонна»)
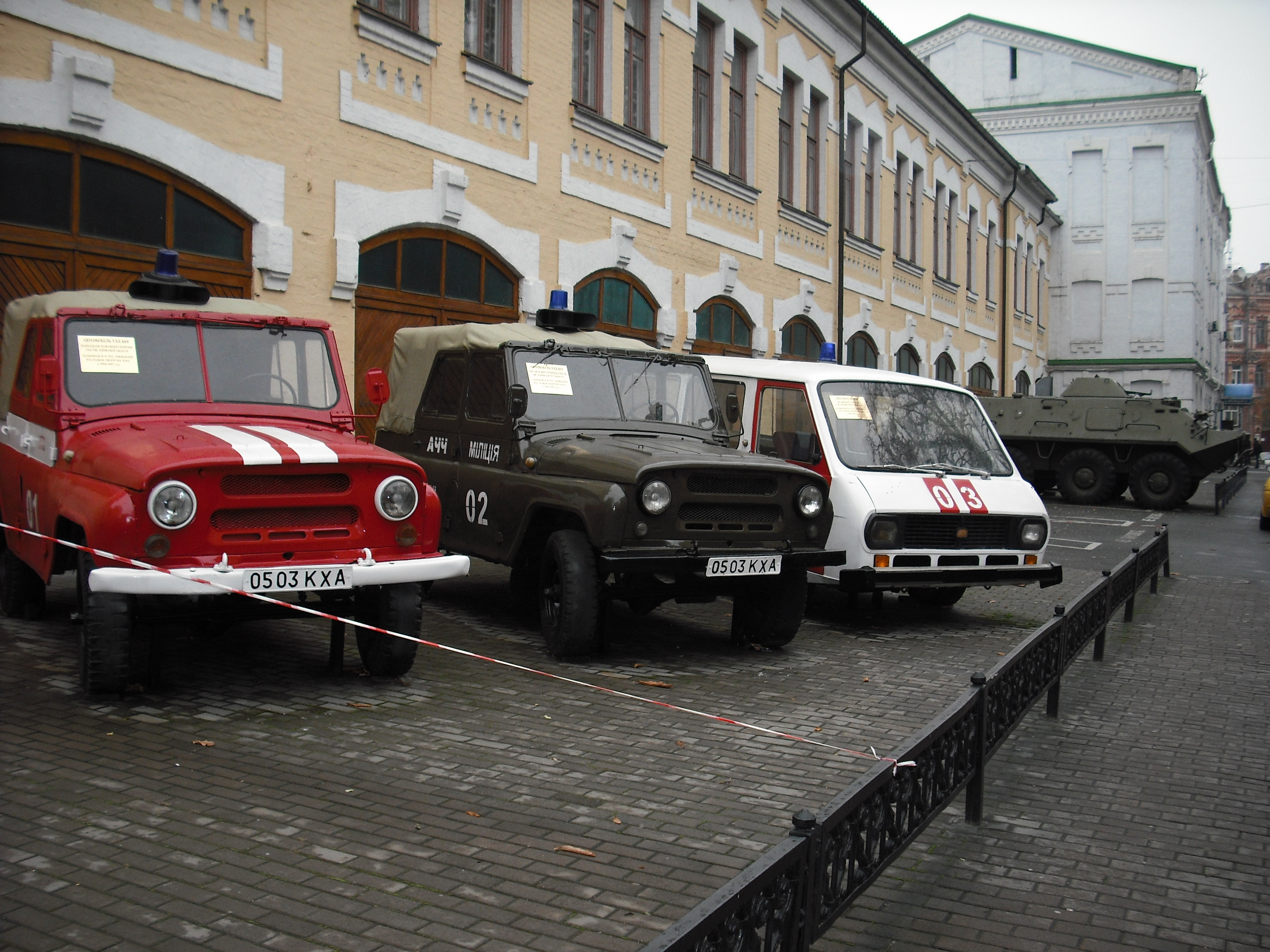
Выставка автомобилей
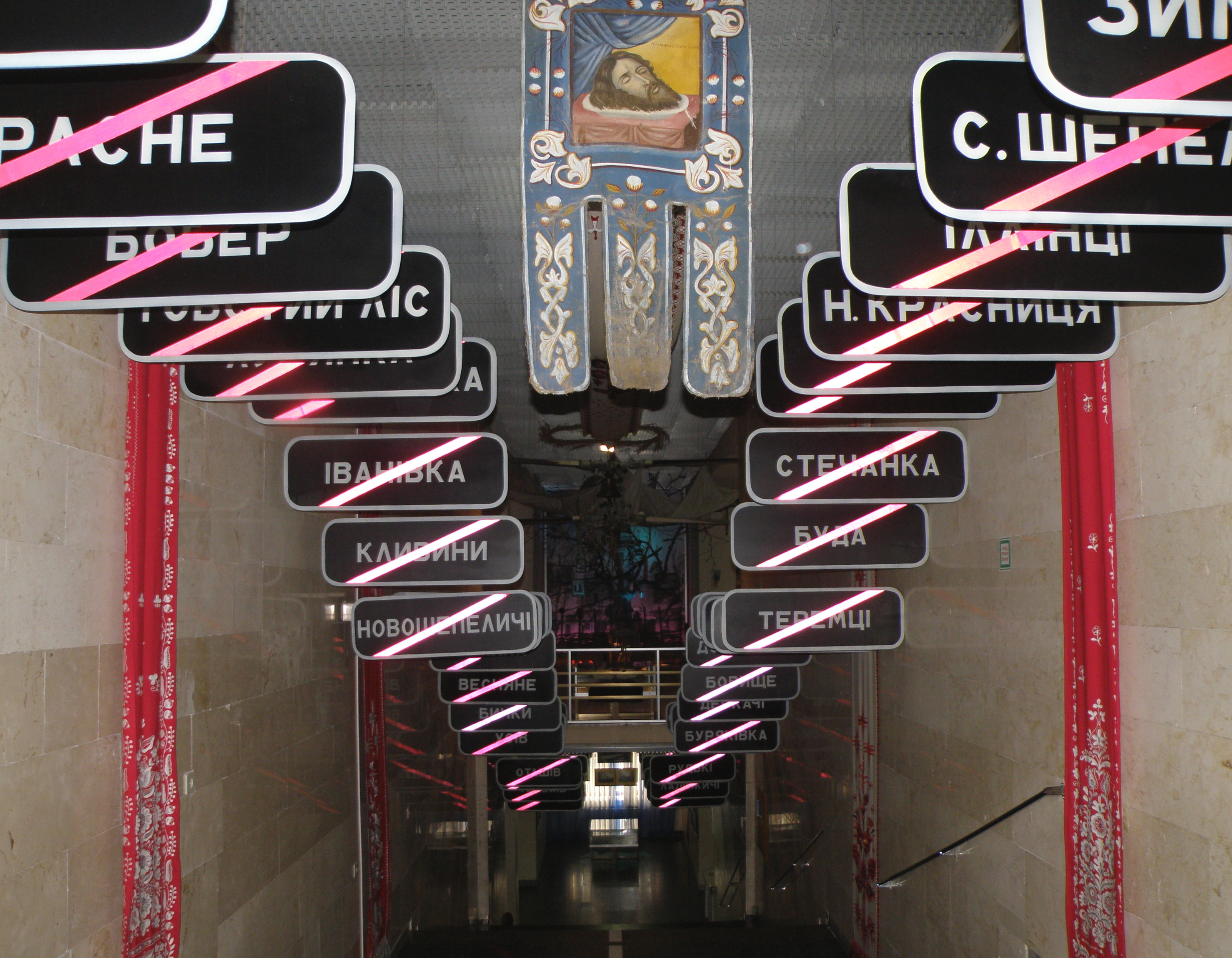
Отображение дорожных знаков для различных поселений, расположенных вблизи Чернобыльской АЭС. Заброшенные участки внутри зоны отчуждения зачёркнуты розовым цветом
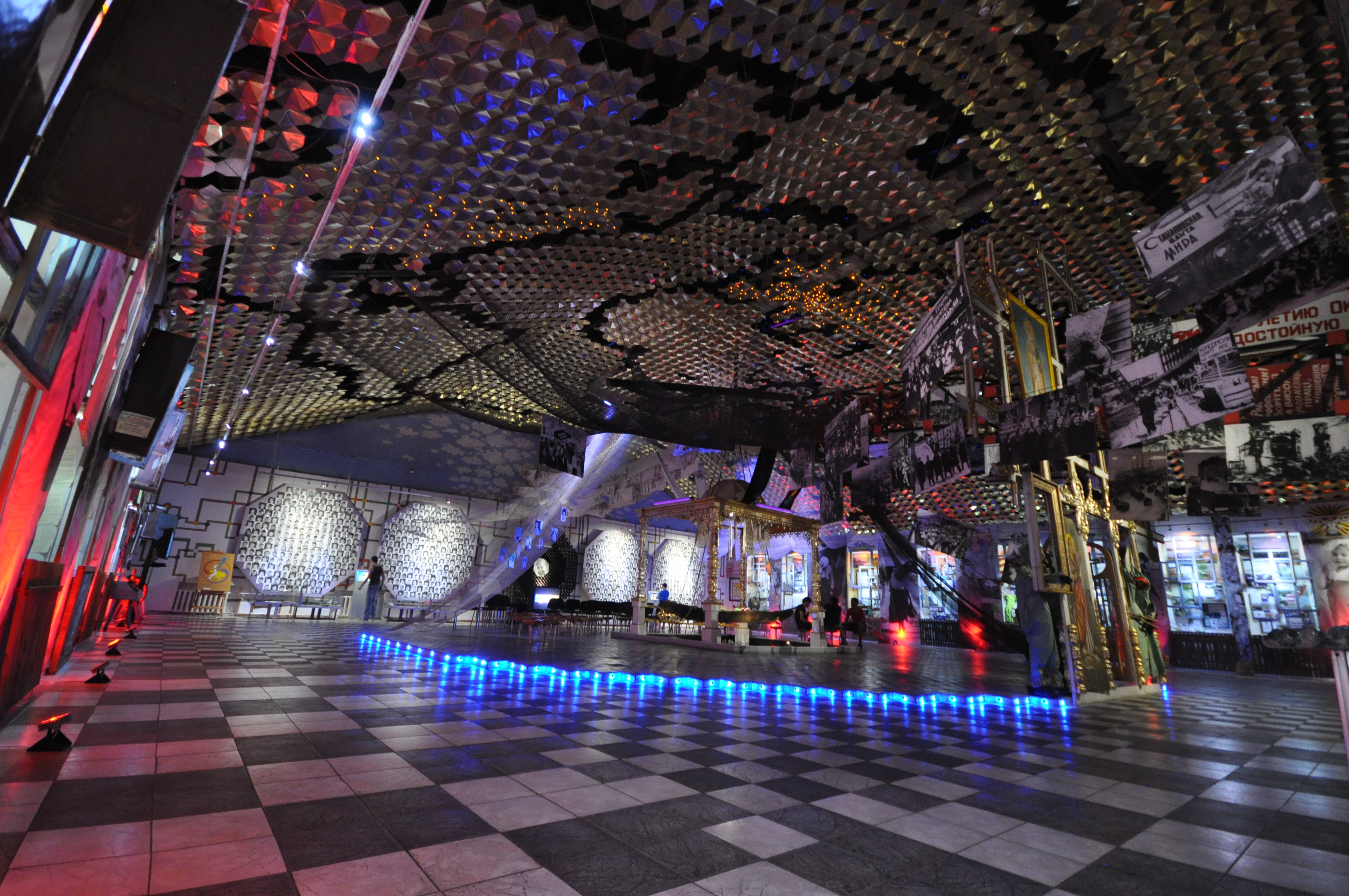
Одна из экспозиций, символизирующая реактор 4-го энергоблока ЧАЭС
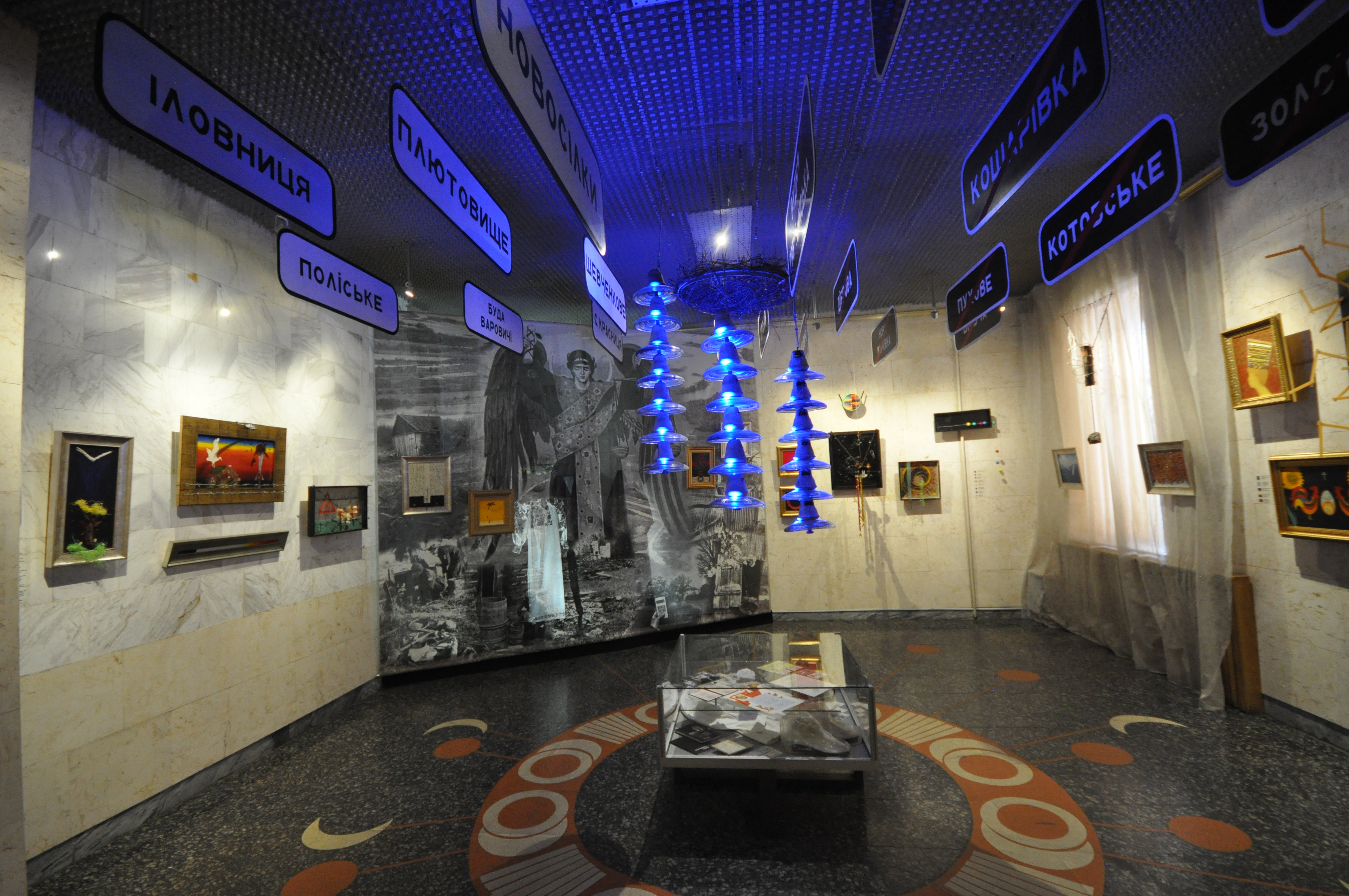
Дорожные знаки и хоругвь, вывезенная из одной из покинутых деревень
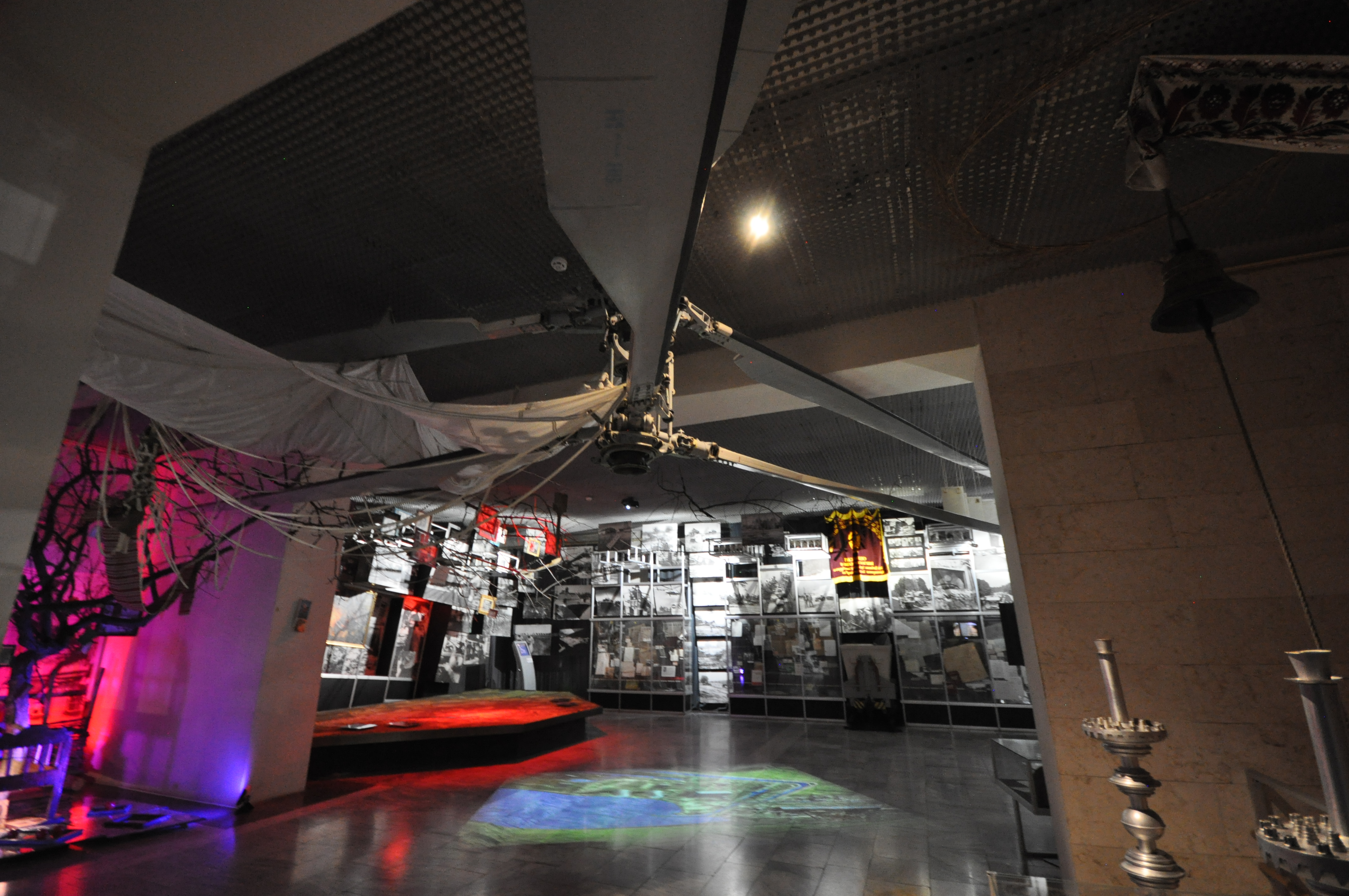
Лопасти вертолёта Ка-27, на котором была проведена сложная операция по замеру уровня радиации в разрушенном энергоблоке
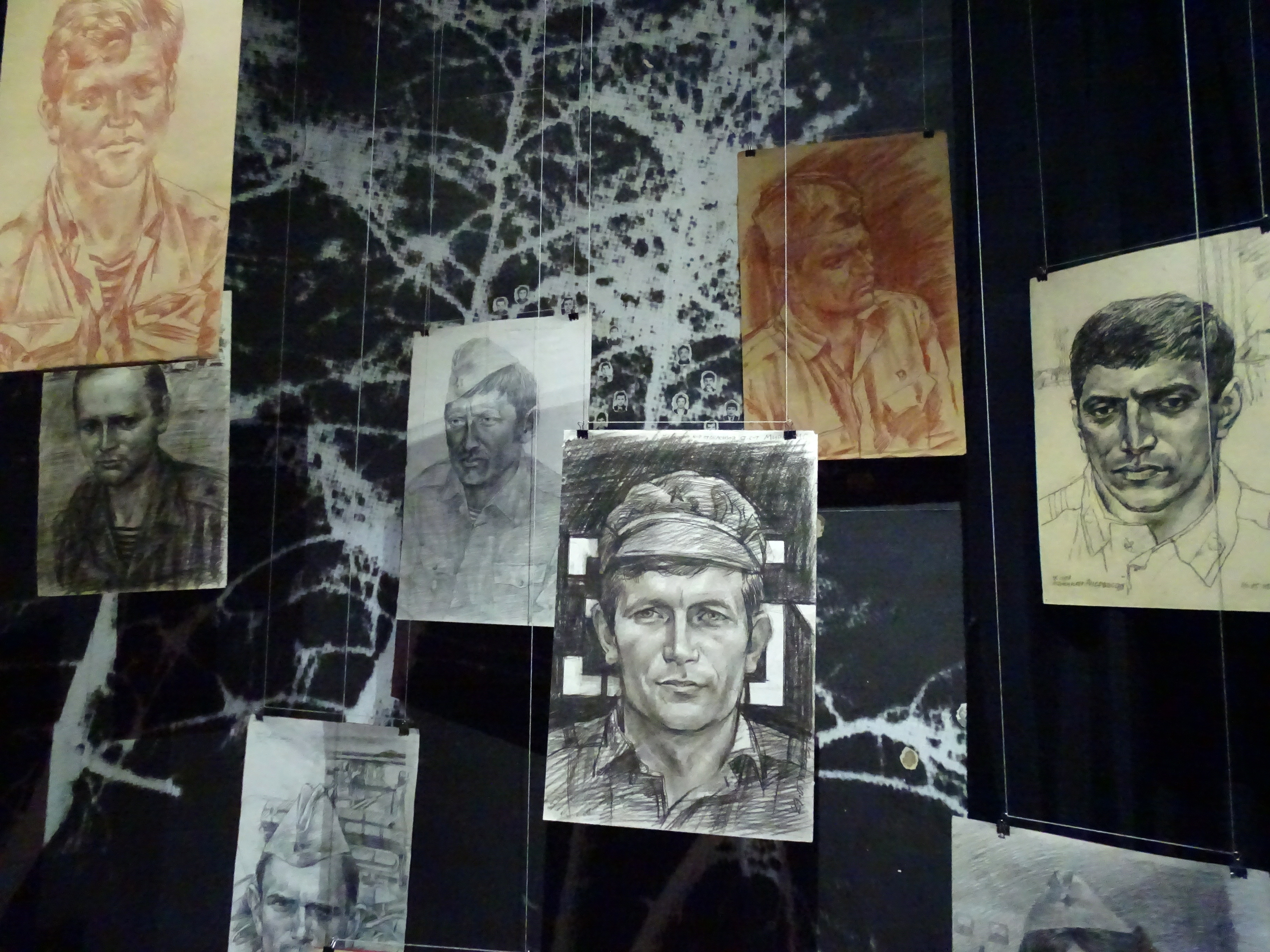
Экспозиция «Памяти погибшим солдатам»
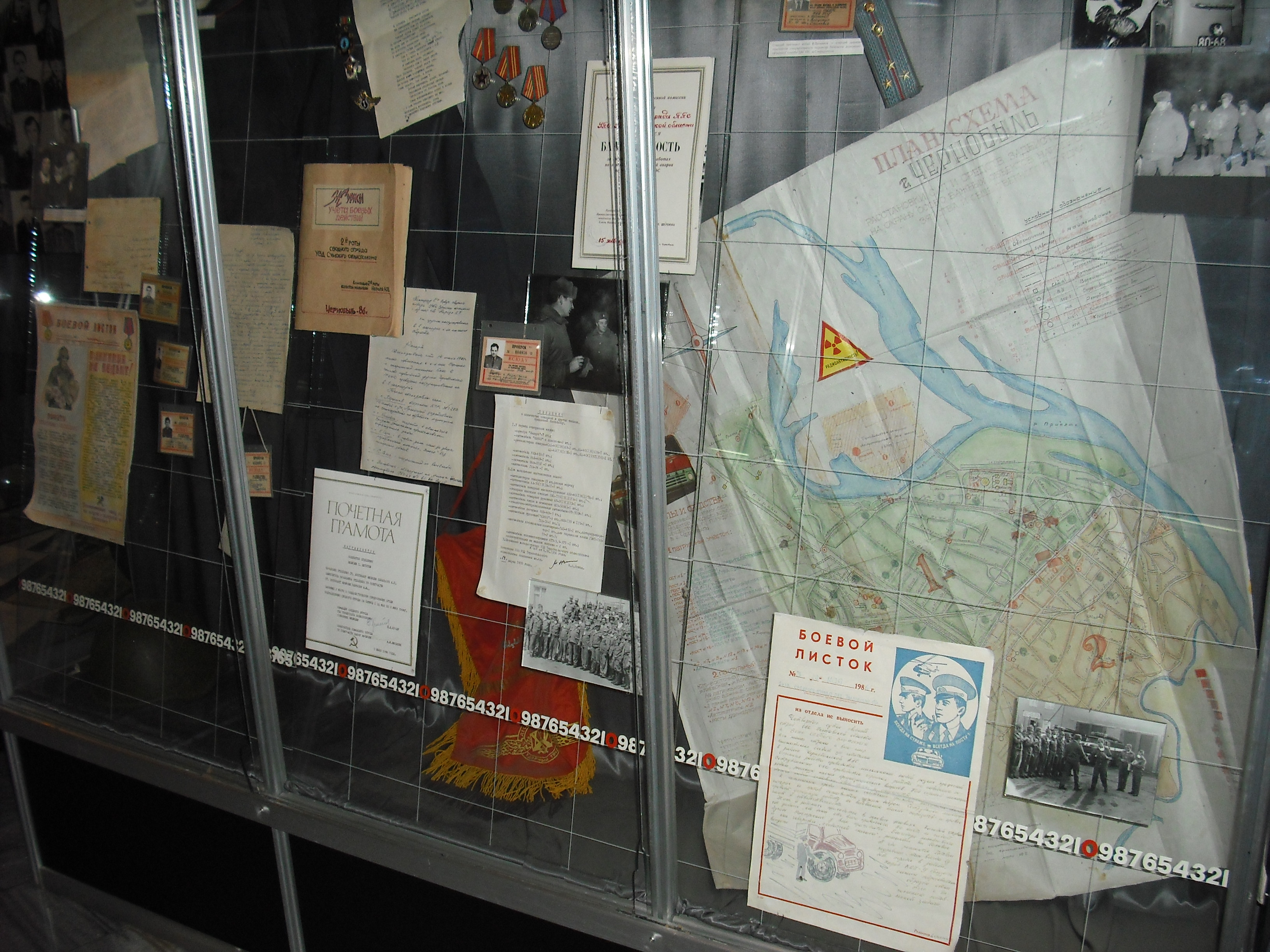
То же. Стенд с картой Чернобыля, грамотами и «боевыми листками»
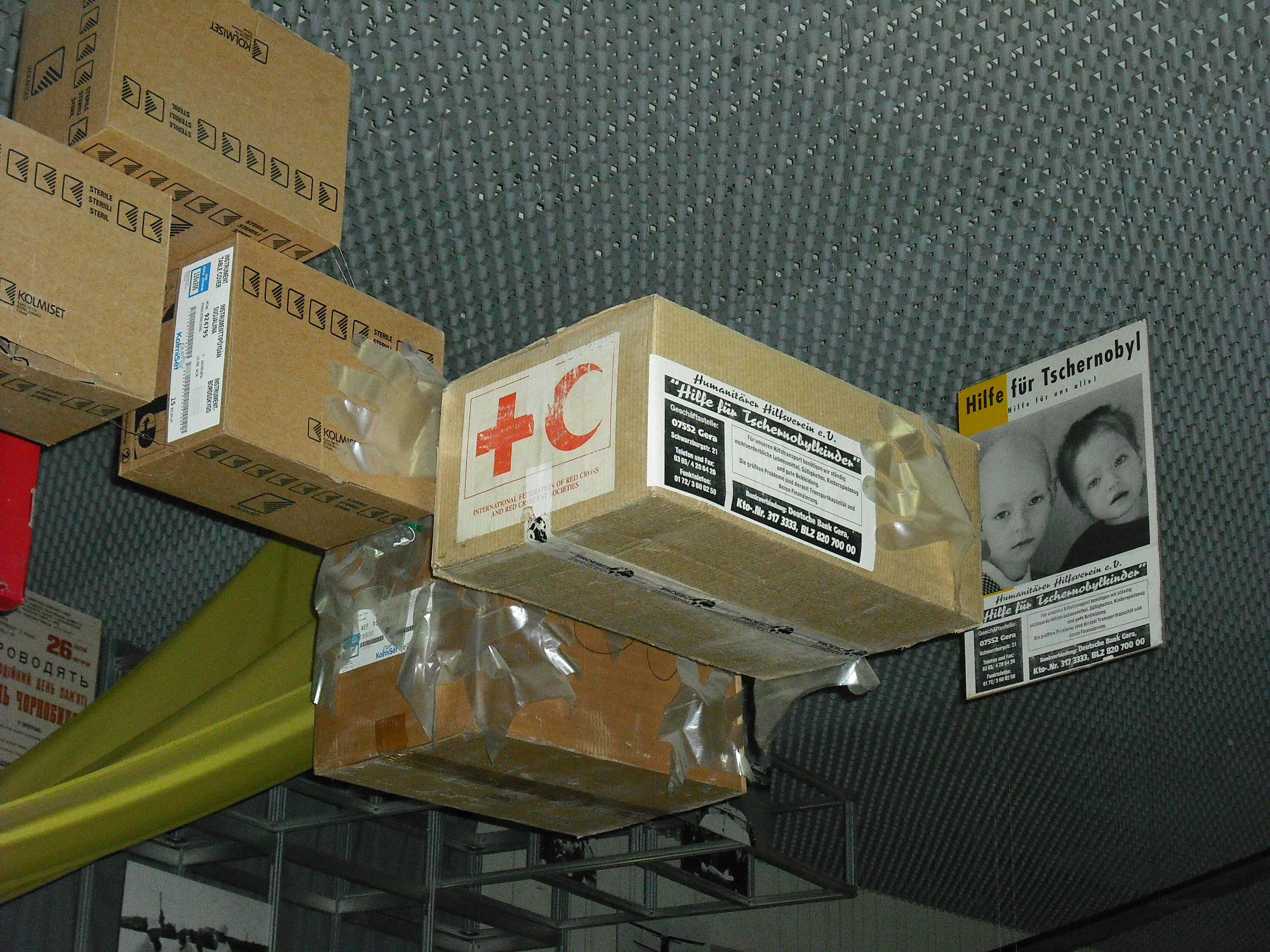
Посылки от Международного движения Красного Креста и Красного Полумесяца
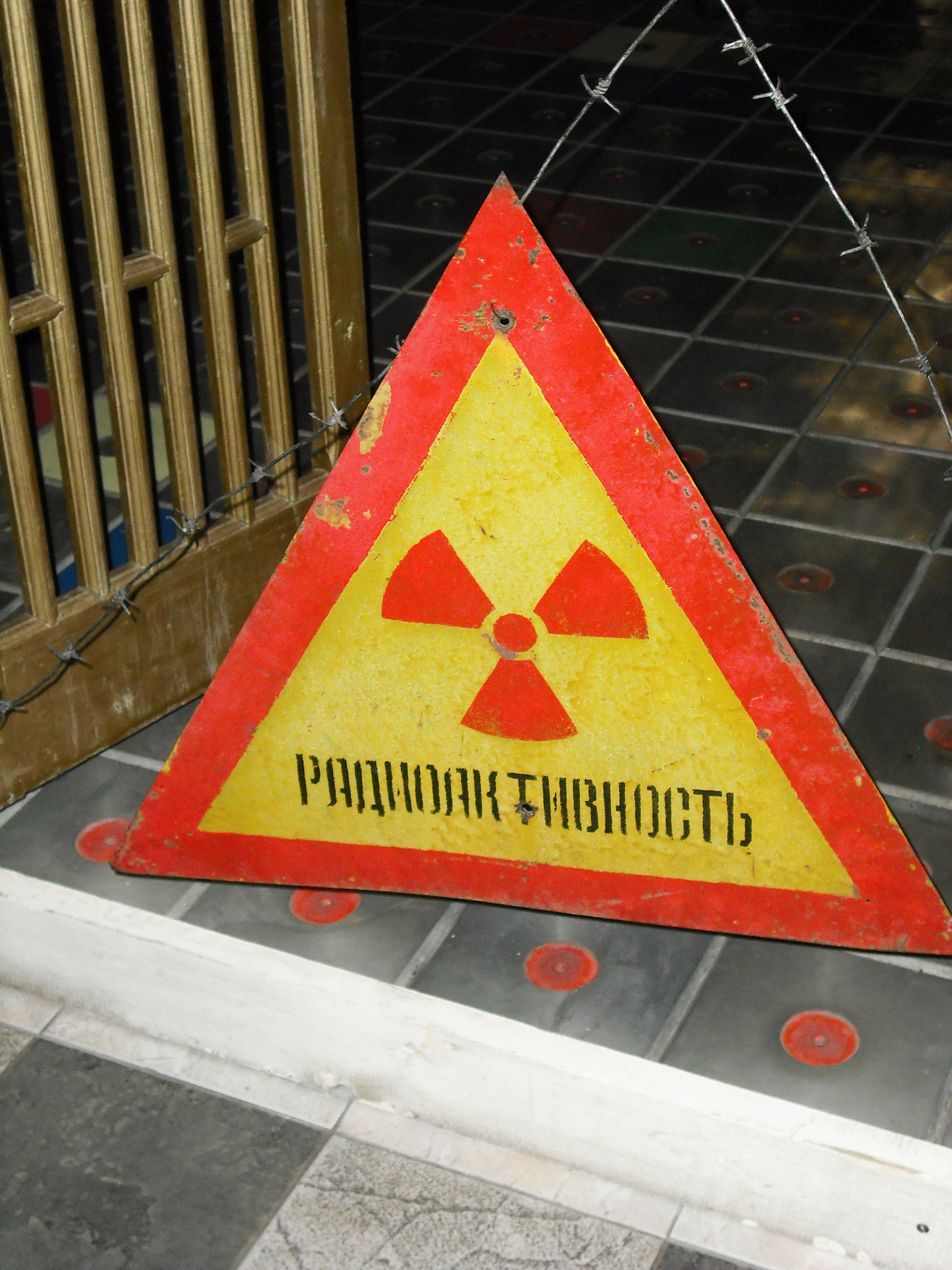
Знак радиации
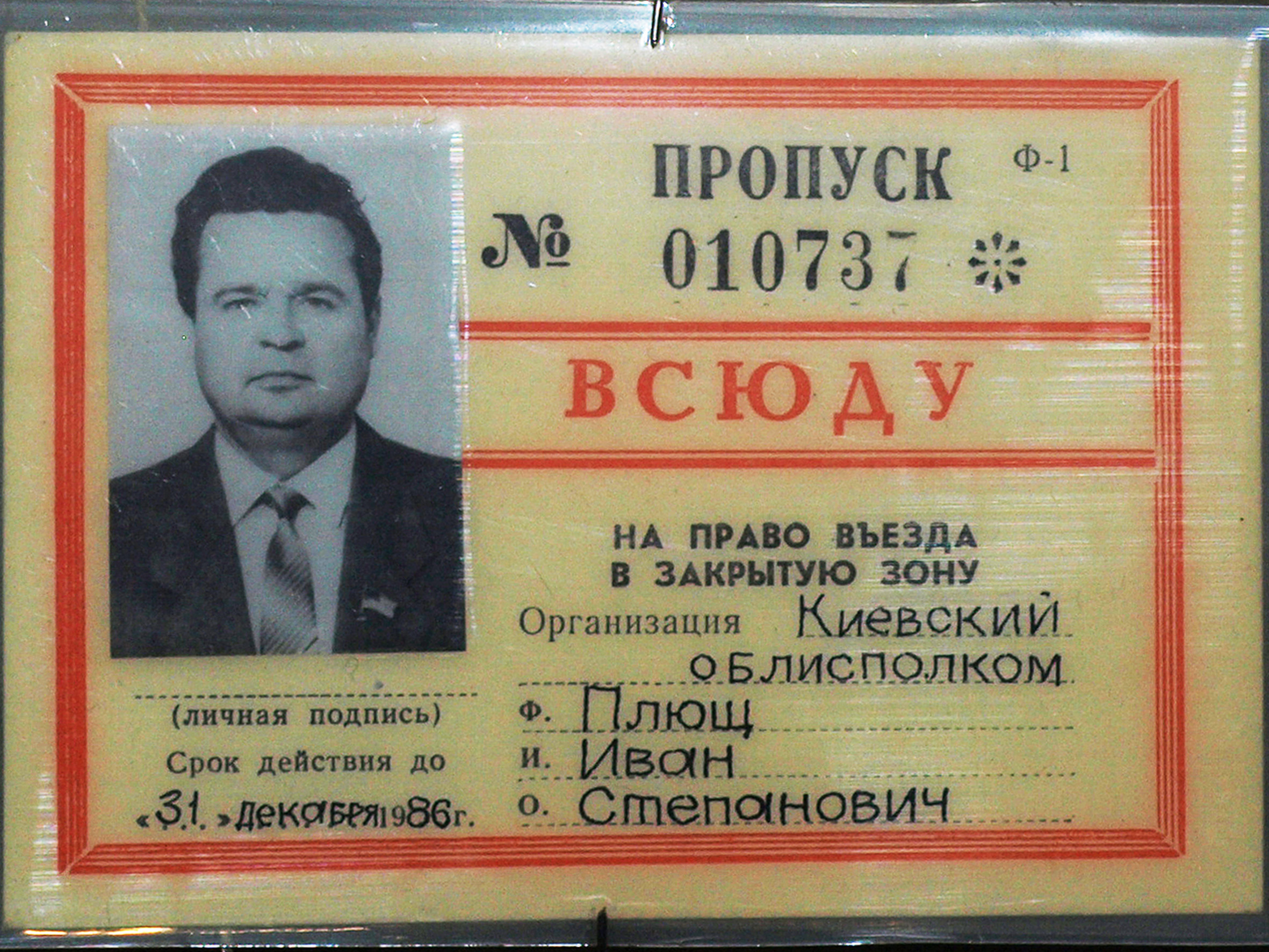
Пропуск на право въезда в Зону отчуждения советского образца
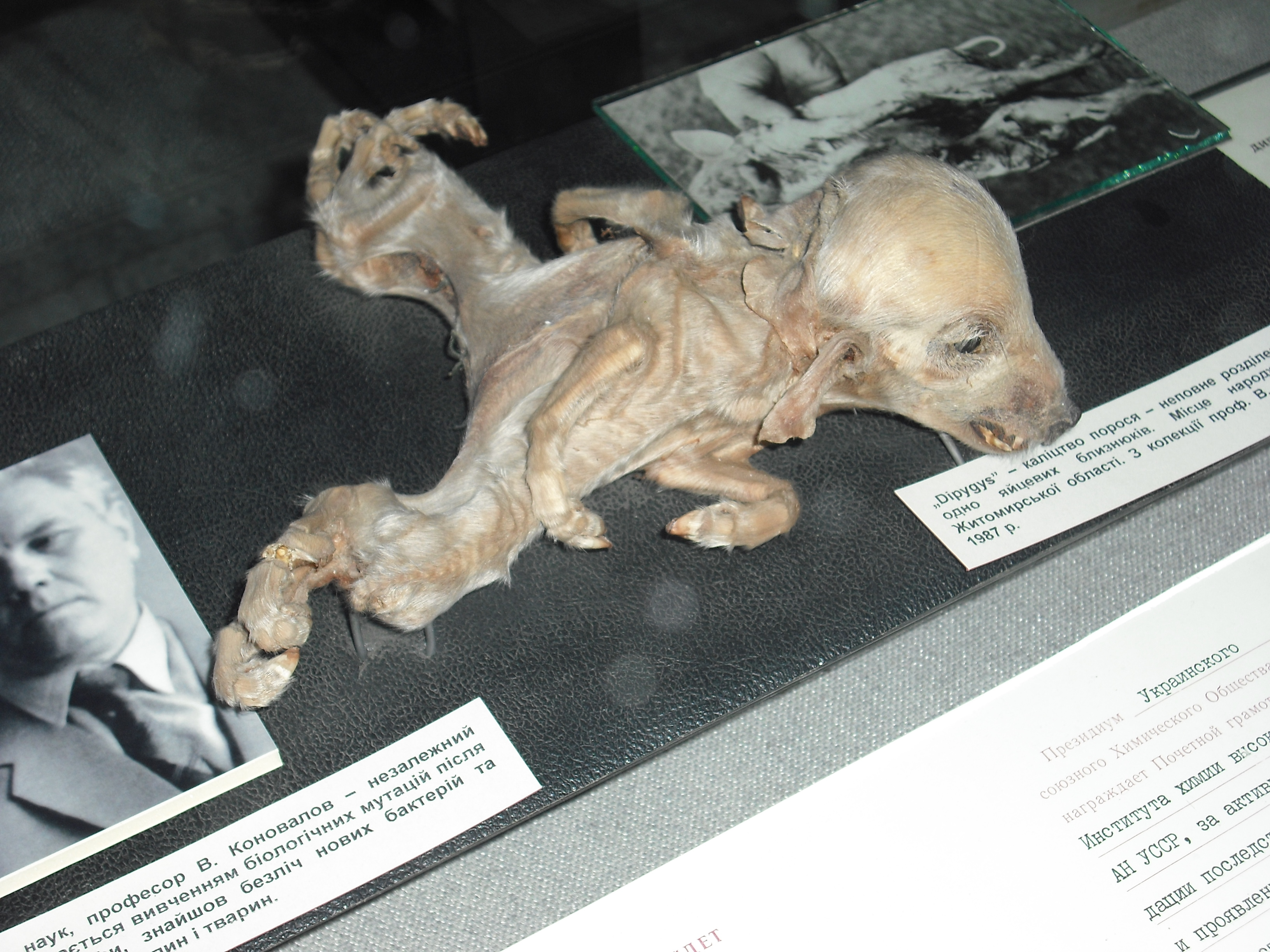
Мёртвый поросёнок-мутант — пример воздействия радиации
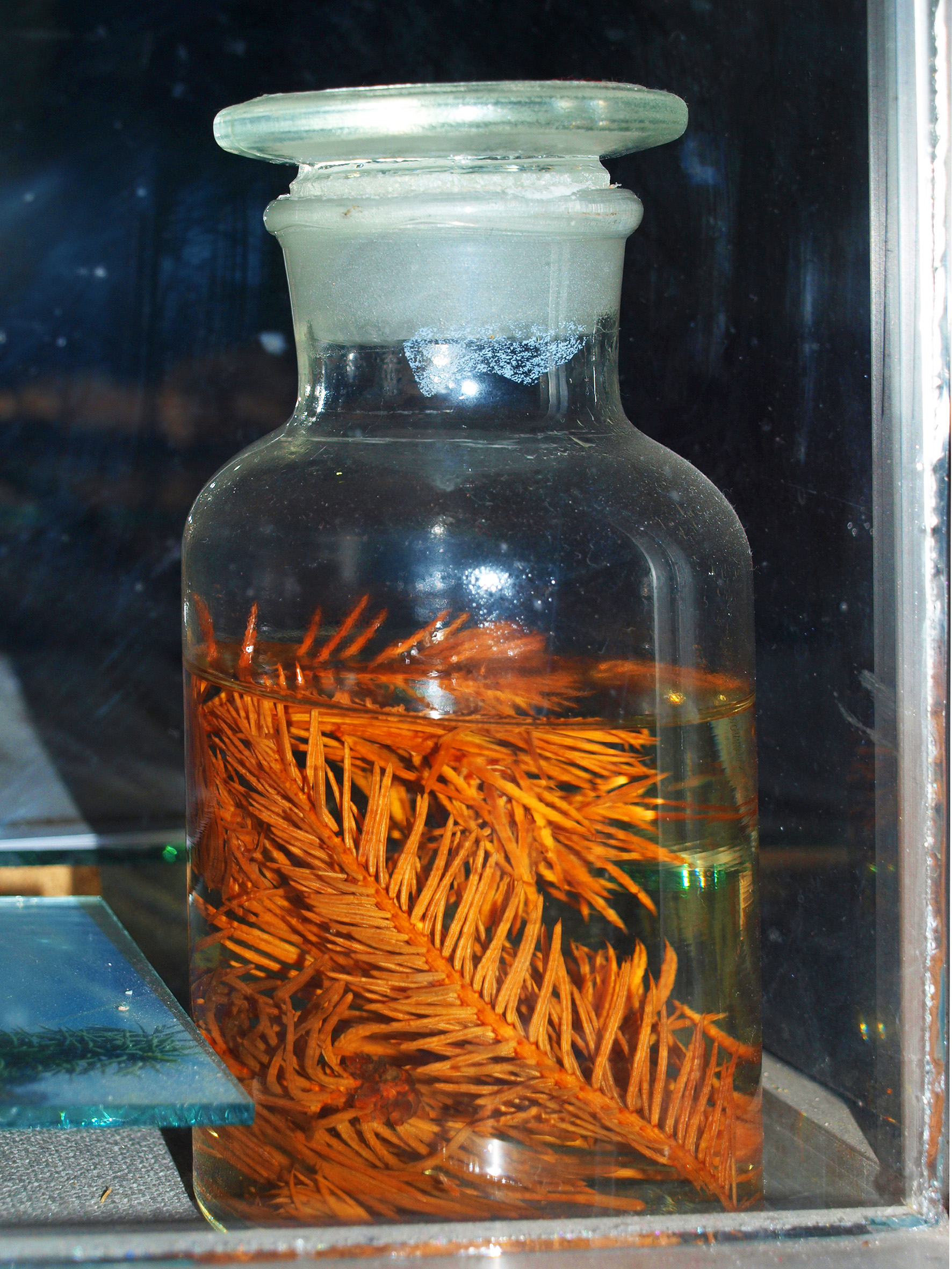
Морфогенетические изменения ели обыкновенной. Проявление гигантизма, патологический рост и развитие хвои.